# Бано Кудсія
Бано Кудсія (урду بانو قدسیہ , 28 листопада 1928, Фірозпур, Пенджаб, Британська Індія – 4 лютого 2017, Лахор, Пакистан), також відома як Бано Аапа — пакистанська романістка, драматург і спіритуалістка. Писала літературу мовою урду, створюючи романи, драми та оповідання. Найкраще відома за романом «Раджа Гідх». Також писала для телебачення та сцени мовами урду та пенджабі. Її п'єсу «Aadhi Baat» називають «класичною п'єсою». Померла у Лахорі 4 лютого 2017 року.

## Життєпис
Народилася 28 листопада 1928 року у Фірозпурі, Британська Індія, як Кудсія Чатта. Її батько був бакалавром сільського господарства, а її брат Перваіз Чатта був художником. Вона переїхала до Лахора зі своєю родиною після поділу Індії та почала писати короткі оповідання під час навчання в 5 класі. Закінчила коледж Kinnaird в Лахорі, а потім приєдналася до Університету урядового коледжу (Лахор) (GCU), щоб здобути ступінь магістра з літератури урду, який вона закінчила 1951 року.
Взяла шлюб з письменником Ашфак Ахмедом, з яким познайомилася в Університеті Урядового коледжу (Лахор). У них народилося троє синів Анеек, Аніс та Асир. Подружжя вважалося нерозлучним у своєму соціальному житті.

## Літературна творчість
Роман «Раджа Гід» (Король-стерв'ятник) вважається сучасною класикою урду. Серед її найвідоміших творів також — Аатіш-і-зер-і-паа, Аік Дін, Асай Пасай, Чахар Чаман, Чхота Шехер Барай Лог, Пішохідна стежка кі Гаас, Хаасіл Гаат і Хава Кей Наам. Найвідоміші п'єси, які вона написала, включають Тамасил, Хава ке Наам, Сехарай і Халідж.
Її п'єса «Аадхі Баат», яка була визнана критиками, розповідала про відставного директора. У п'єсі розглядалися повсякденні життєві проблеми директора, а в ролі головного героя виступав Каві Хан. Режисером вистави був Ага Насір, а продюсером став Таукір Насір. «Aadhi Baat» виконали в травні 2010 року в Ісламабаді на триденному заході, організованому Національною радою мистецтв Пакистану. Автобіографія Ашфака Ахмеда «Baba Saheba» була неповною на момент його смерті у вересні 2004 року. Кудсія завершила біографію, і друга її частина була опублікована як «Rah-i-Rawaan». Контраст у стилях оповіді подружжя очевидний у цих двох книгах; якщо критики вважають першу половину «зворушливою, зрозумілою та абсолютно захопливою», то друга половина викликає відчуття смутку. Кудсія приписує Ахмеду те, що він змінив її після їхнього шлюбу і зрештою дозволив їй присвятити себе писанню. Роман Кудзії «Raah-e-Rawaan» був опублікований 2011 року. Це аналітичний погляд на філософське мислення Ашфака Ахмеда і на те, як воно може пов'язатися з певними аспектами самого життя. Кудсія дуже шанувала свого чоловіка і поставила Ашфака Ахмеда на дуже високий п'єдестал. Однак вона навіть не претендує на розуміння чоловіка, з яким прожила понад п'ять десятиліть. Отже, спроба написати біографію Ашфака Ахмеда вивела її за межі цієї «єдиної людини» — і вона почала писати про його походження, сім'ю, включаючи його діда, батька, дядьків, братів, сестер та їхніх дітей, щоб повністю зрозуміти загадкою, якою був Ашфак Ахмед.
Роман Кудсія «Haasil Ghaat» був опублікований 2005 року та став відомий своєю дикцією, але також критикувався за використання англійського сленгу, на відміну від її звичайної традиційної розповіді на урду. Однак у майбутньому ця мова стала популярною серед інших письменників.
Бано Кудсія також написала книгу про Кудрата Уллу Шахаба під назвою «Мард-е-Абрешам». У книзі в основному зображено життя Шахаба і те, як воно пов'язане з Ашфаком Ахмедом та його сім'єю як на соціальному, так і на духовному рівні. Баба Мохаммад Ях'я Хан був дуже натхненний Маа Джі Бано Кудсія і Баба Джі Ашфаком Ахмедом.

## Смерть
Бано Кудсія померла 4 лютого 2017 року в лікарні Іттефак у Лахорі у віці 88 років. Її син Асир Ахмед повідомив, що вона померла приблизно в час для молитви Магріб (після заходу сонця). Її поховали в Лахорі 5 лютого, а молитовні служби відбулися в Модель-Тауні, Лахор.

## Нагороди та визнання
1983 року Кудсія була нагороджена Урядом Пакистану нагородою «Сітара-і-Імтіаз» (Зірка досконалості). 2010 року уряд Пакистану нагородив її Хілал-і-Імтіаз (Півмісяць передового досвіду) за заслуги в літературі. 2012 року Пакистанська академія літератури (PAL) нагородила Кудсіа премією Камал-е-Фун, яка є нагородою за життєві досягнення. 2016 року Союз Старих Равіан GCU (GCU-ORU) на своїй щорічній зустрічі нагородив її нагородою за життєві досягнення. Того ж року Пакистанський фонд догляду за життям (PLCF) також присудив Кудсії нагороду за життєві досягнення.
28 листопада 2020 року Google відзначила її 92-й день народження за допомогою Google Doodle.

## Книги
Драми
- Chota Shehar Baray Log ISBN 9-69351-998-1
- Phir Achanak Youn Hua ISBN 9-69351-823-3
- Lagan Apni Apni ISBN 9-69351-533-1
- Aadhee Baat ISBN 9-69351-139-5
- Foot Paath Ki Ghaas ISBN 9-69351-086-0
- Aasay Paasay
- Tamaseel
- Hawa kay Naam
- Dusra Qadam
- Sidhran
- Suraj Mukhi
- Piya Nam ka Diya

Романи
- Raja Gidh ISBN 9-69350-514-X
- Aik Din ISBN 9-69350-508-5
- Haasil Ghaat ISBN 9-69351-496-3
- Shehr-e-la'zawaal — Abaad Weeranay ISBN 9-69352-441-1
- Purwa
- Moom ki Galiyan
- Shehr-e-Bemisaal
- Tauba Shikan

Оповідання
- Hijraton Kay Darmiyan ISBN 9-69352-366-0
- Dast Bastaa ISBN 9-69351-324-X
- Aatish e Zeer Pa
- Amar Bail
- Dusra Darwaza
- Baz Gasht
- Na Qabil e Zikr
- Samaan e Wajood
- Tawaja ki Taalib
- Kuch Aur Nahi

Біографії
- Rah-e-Rawaan ISBN 9-69352-315-6
- Mard-e-Abresham